# Verteuil-sur-Charente
Verteuil-sur-Charente est une commune du Sud-Ouest de la France, située dans le département de la Charente (région Nouvelle-Aquitaine).
Ses habitants sont les Verteuillais et les Verteuillaises.

## Géographie

### Localisation et accès
Verteuil-sur-Charente est une commune du Ruffécois, située au bord du fleuve Charente à 6 km au sud de Ruffec et 38 km au nord d'Angoulême.
Le bourg de Verteuil est aussi à 13 km au nord de Mansle et 34 km à l'ouest de Confolens.
La route nationale 10, de Paris à Hendaye, lui sert de limite occidentale sur une longueur de six kilomètres.
Le bourg est situé à un carrefour de petites routes départementales, dont la D 26 entre Ruffec et Valence, qui franchit la Charente. Un autre pont situé plus en aval et près du bourg était celui de l'ancienne ligne de Ruffec à Roumazières-Loubert.
La gare la plus proche est celle de Ruffec, desservie par des TER à destination d'Angoulême, Poitiers, Paris et Bordeaux.

### Hameaux et lieux-dits
La majeure partie de la population est centralisée à Verteuil. Aussi les hameaux sont-ils peu importants : les Nègres, sur la route nationale, Roche, à la limite de la commune de Chenon, Cuchet, dont une partie appartient à la commune de Barro ; Vaugué, la Grelaudière, la Gibournière, dans le nord, sur la Charente, etc.

### Communes limitrophes
| Courcôme              | Barro    | Nanteuil-en-Vallée |
| Salles-de-Villefagnan | Verteuil | Saint-Georges      |
| Lonnes                | Chenon   | Poursac            |

### Géologie et relief
Géologiquement, la commune est dans le calcaire du Jurassique du Bassin aquitain, comme tout le Nord-Charente. Plus particulièrement, le Callovien occupe la surface communale. Le sol est un calcaire marno-argileux. Des grèzes ou groies du Quaternaire couvrent une zone au sud du bourg, ainsi que sur la limite ouest de la commune. La vallée de la Charente est couverte par des alluvions dont les plus anciennes ont formé des basses terrasses,,.
Le relief de la commune est celui d'un plateau d'une altitude moyenne de 110 m légèrement plus élevé à l'ouest et traversé à l'est par la vallée de la Charente. Le point culminant de la commune est à une altitude de 133 m, situé dans le bois de la Tremblaye à l'ouest. Le point le plus bas est à 72 m, situé le long de la Charente en limite sud. Le bourg, construit au bord du fleuve, s'étage entre 80 et 105 m d'altitude sur sa rive droite.

### Hydrographie

#### Réseau hydrographique
La commune est située dans le bassin versant de la Charente au sein du Bassin Adour-Garonne. Elle est drainée par la Charente, qui constituent un réseau hydrographique de 7 km de longueur totale,.
La commune de Verteuil est parcourue, du nord au sud, par la Charente qui lorsqu'elle aborde le village se sépare en bras formant plusieurs îles.

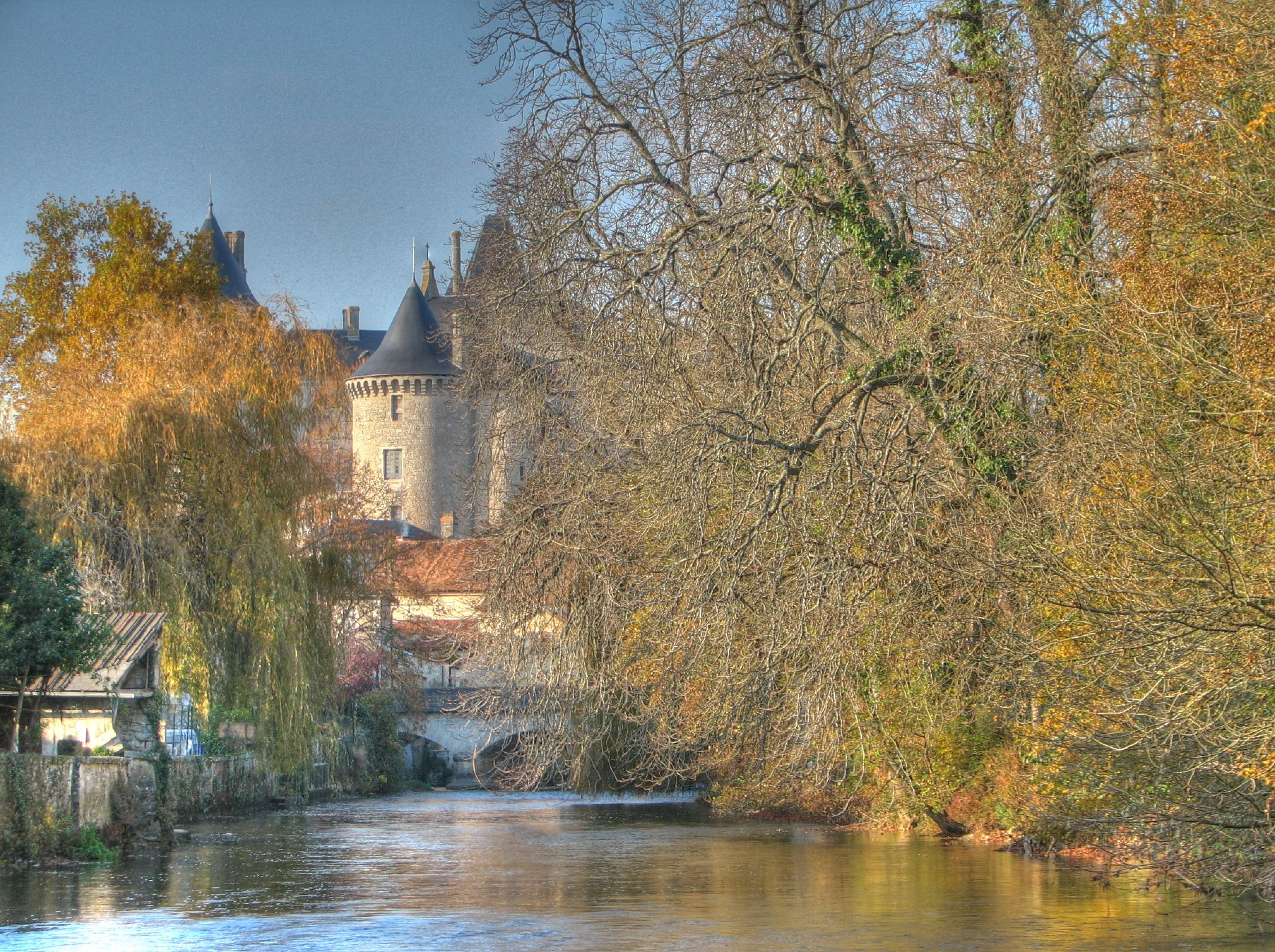
La Charente en aval du pont.
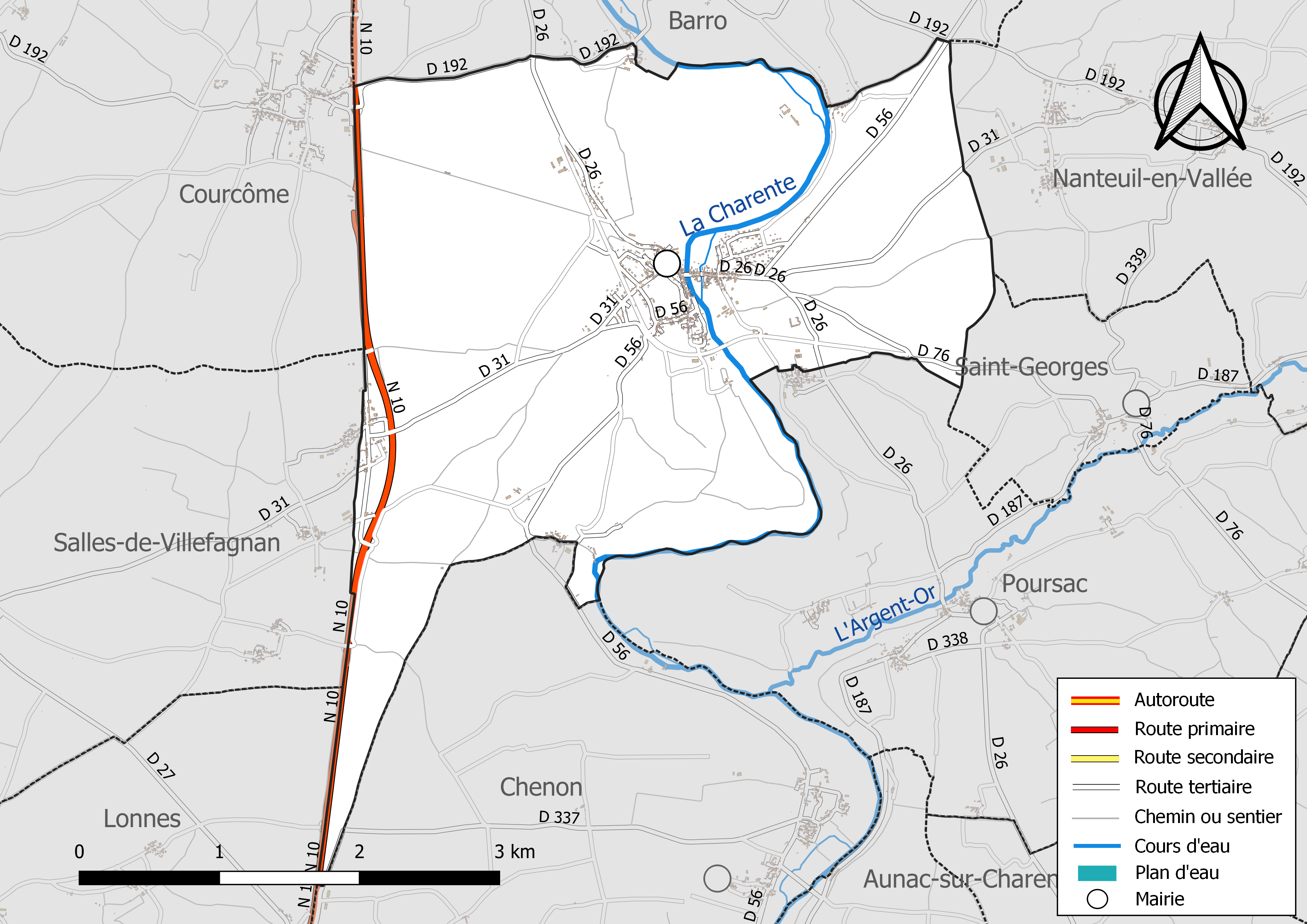
Réseaux hydrographique et routier de Verteuil-sur-Charente

#### Gestion des eaux
Le territoire communal est couvert par le schéma d'aménagement et de gestion des eaux (SAGE) « Charente ». Ce document de planification, dont le territoire correspond au bassin de la Charente, d'une superficie de 9 300 km2, a été approuvé le 19 novembre 2019. La structure porteuse de l'élaboration et de la mise en œuvre est l'établissement public territorial de bassin Charente. Il définit sur son territoire les objectifs généraux d’utilisation, de mise en valeur et de protection quantitative et qualitative des ressources en eau superficielle et souterraine, en respect des objectifs de qualité définis dans le troisième SDAGE  du Bassin Adour-Garonne qui couvre la période 2022-2027, approuvé le 10 mars 2022.

### Climat
Comme dans une grande partie du département, le climat est océanique aquitain, légèrement dégradé au nord du département.

## Urbanisme

### Typologie
Au 1er janvier 2024, Verteuil-sur-Charente est catégorisée commune rurale à habitat dispersé, selon la nouvelle grille communale de densité à 7 niveaux définie par l'Insee en 2022.
Elle est située hors unité urbaine. Par ailleurs la commune fait partie de l'aire d'attraction de Ruffec, dont elle est une commune de la couronne,. Cette aire, qui regroupe 30 communes, est catégorisée dans les aires de moins de 50 000 habitants,.

### Occupation des sols
L'occupation des sols de la commune, telle qu'elle ressort de la base de données européenne d’occupation biophysique des sols Corine Land Cover (CLC), est marquée par l'importance des territoires agricoles (73,7 % en 2018), en diminution par rapport à 1990 (74,9 %). La répartition détaillée en 2018 est la suivante : 
terres arables (49,4 %), forêts (18,2 %), prairies (15,8 %), zones agricoles hétérogènes (8,5 %), zones urbanisées (6,5 %), zones humides intérieures (1,5 %), zones industrielles ou commerciales et réseaux de communication (0,1 %). L'évolution de l’occupation des sols de la commune et de ses infrastructures peut être observée sur les différentes représentations cartographiques du territoire : la carte de Cassini (XVIIIe siècle), la carte d'état-major (1820-1866) et les cartes ou photos aériennes de l'IGN pour la période actuelle (1950 à aujourd'hui).

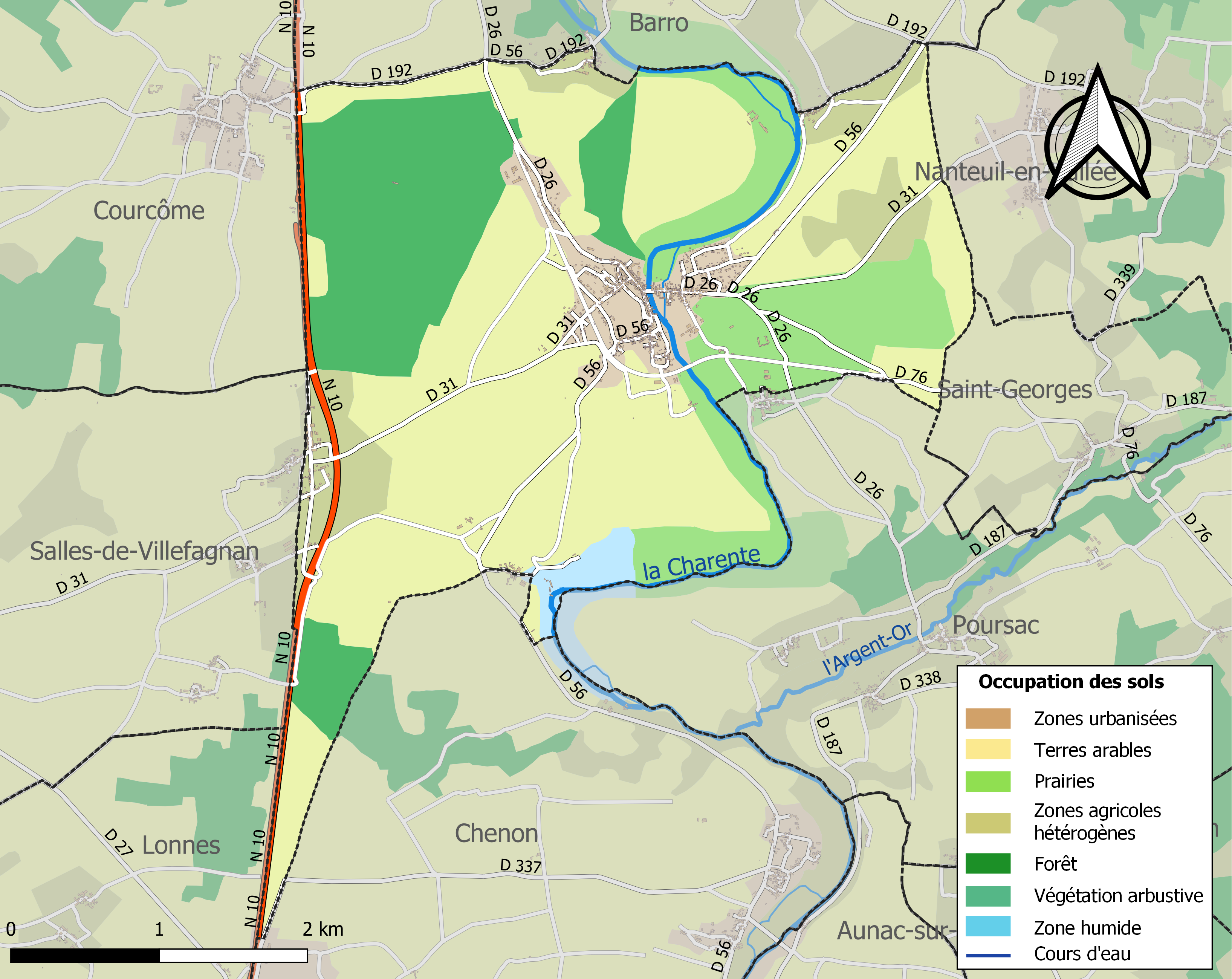
Carte des infrastructures et de l'occupation des sols de la commune en 2018 (CLC).

### Risques majeurs
Le territoire de la commune de Verteuil-sur-Charente est vulnérable à différents aléas naturels : météorologiques (tempête, orage, neige, grand froid, canicule ou sécheresse), inondations et séisme (sismicité modérée). Il est également exposé à deux risques technologiques, le transport de matières dangereuses et la rupture d'un barrage. Un site publié par le BRGM permet d'évaluer simplement et rapidement les risques d'un bien localisé soit par son adresse soit par le numéro de sa parcelle.

#### Risques naturels
Certaines parties du territoire communal sont susceptibles d’être affectées par le risque d’inondation par débordement de cours d'eau, notamment la Charente. La commune a été reconnue en état de catastrophe naturelle au titre des dommages causés par les inondations et coulées de boue survenues en 1982, 1983, 1993, 1999 et 2018,.

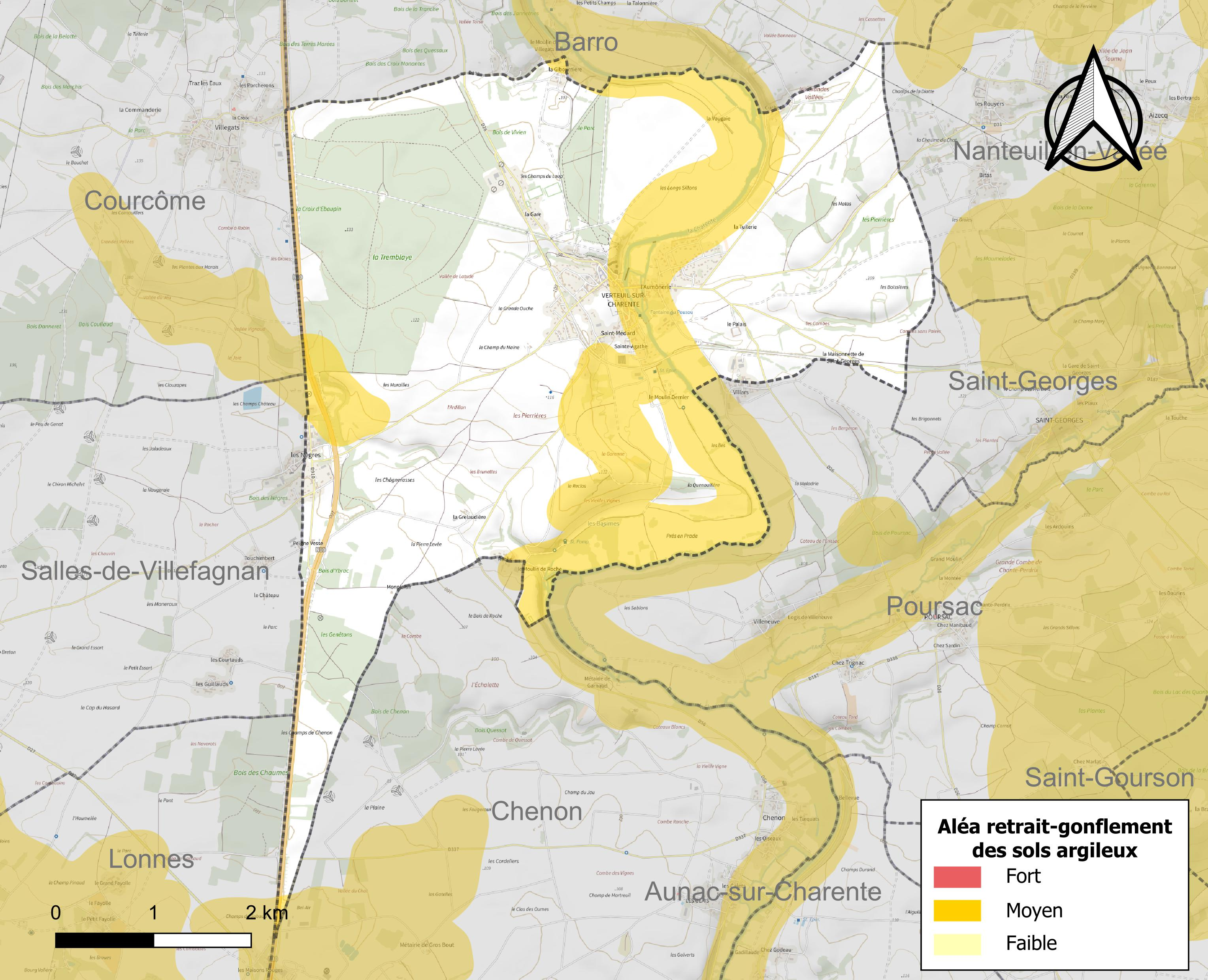
Carte des zones d'aléa retrait-gonflement des sols argileux de Verteuil-sur-Charente.

Le retrait-gonflement des sols argileux est susceptible d'engendrer des dommages importants aux bâtiments en cas d’alternance de périodes de sécheresse et de pluie. 23,9 % de la superficie communale est en aléa moyen ou fort (67,4 % au niveau départemental et 48,5 % au niveau national). Sur les 495 bâtiments dénombrés sur la commune en 2019, 222 sont en aléa moyen ou fort, soit 45 %, à comparer aux 81 % au niveau départemental et 54 % au niveau national. Une cartographie de l'exposition du territoire national au retrait gonflement des sols argileux est disponible sur le site du BRGM,.
Par ailleurs, afin de mieux appréhender le risque d’affaissement de terrain, l'inventaire national des cavités souterraines permet de localiser celles situées sur la commune.
Concernant les mouvements de terrains, la commune a été reconnue en état de catastrophe naturelle au titre des dommages causés par la sécheresse en 2011 et par des mouvements de terrain en 1999.

#### Risques technologiques
Le risque de transport de matières dangereuses sur la commune est lié à sa traversée par une ou des infrastructures routières ou ferroviaires importantes ou la présence d'une canalisation de transport d'hydrocarbures. Un accident se produisant sur de telles infrastructures est susceptible d’avoir des effets graves sur les biens, les personnes ou l'environnement, selon la nature du matériau transporté. Des dispositions d’urbanisme peuvent être préconisées en conséquence.
La commune est en outre située en aval du barrage de Mas Chaban, un ouvrage de classe A. À ce titre elle est susceptible d’être touchée par l’onde de submersion consécutive à la rupture de cet ouvrage.

## Toponymie
Les formes anciennes sont Vertol en 1098-1109, Vertolio en 1379.
L'origine du nom de Verteuil remonterait à un nom de personne gaulois Vertus auquel est apposé le suffixe gaulois -ialo signifiant « clairière, champ », ce qui donnerait *Vertoialos, "la clairière de Vertus". Vert- est une racine de nom gaulois d'origine pré-celtique, au sens inconnu,.
La commune de Verteuil, créée en 1793 du nom de la paroisse, ne prend le nom de Verteuil-sur-Charente qu'en 1962.

## Histoire

### Antiquité
Des vestiges de l'Antiquité attestent l'ancienneté de l'occupation. À la Quenouillère, une tombe gallo-romaine à incinération datant du IIe siècle a été découverte, ainsi qu'un cercueil en plomb du IIIe siècle. Aux Sablières, au sud du bourg, on a trouvé des sépultures du Ve ou VIe siècle.

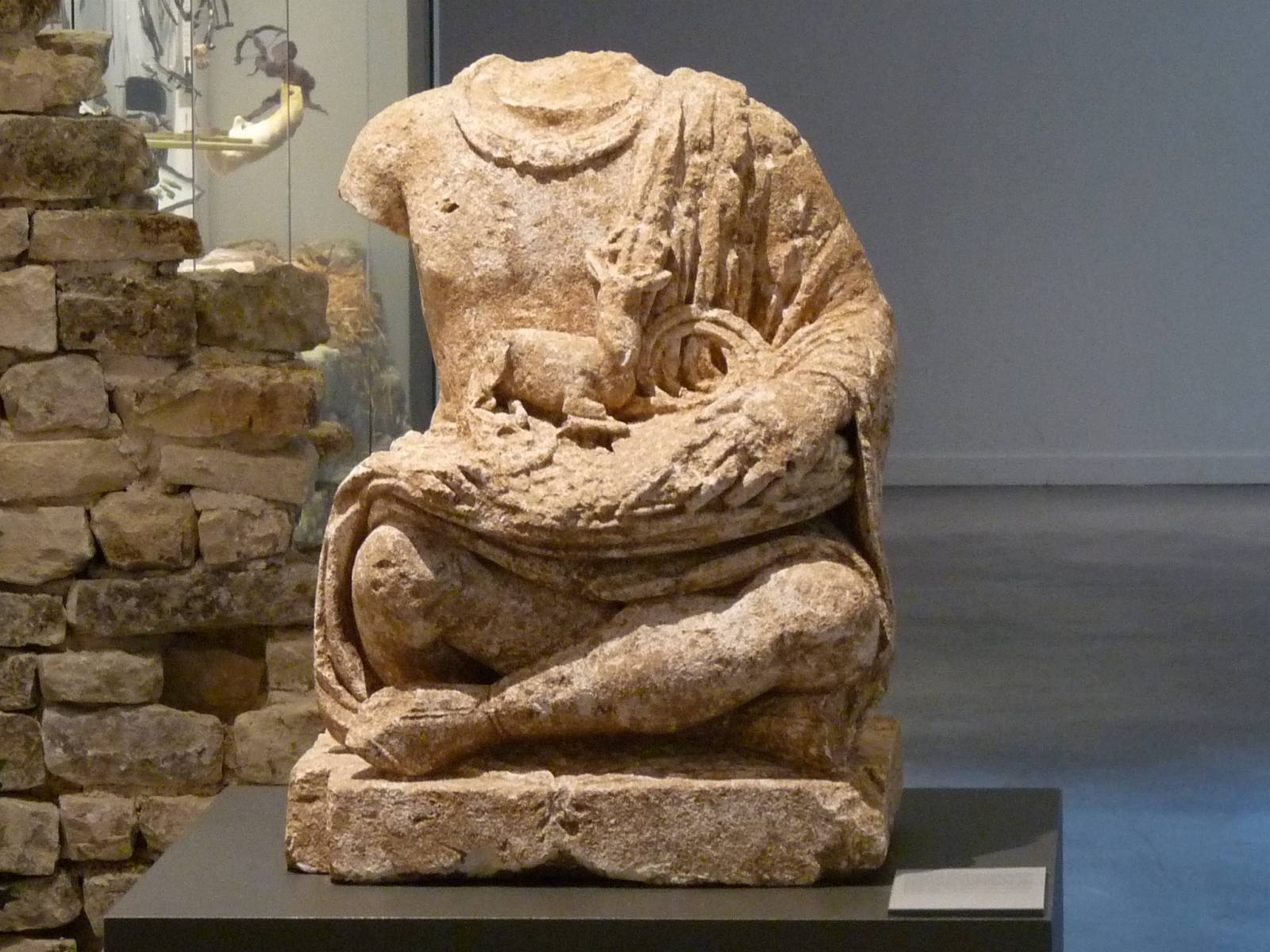
Dieu assis au musée d'Angoulême.

Au début des années 2000, au lieu-dit Le Moulin Dernier, un fanum, sanctuaire gaulois, a été mis au jour à l'occasion du creusement de la station d'épuration de la commune. Il était recouvert par les vestiges d'une villa gallo-romaine. Dans une fosse située près de ce fanum, également recouverte par la villa, on a découvert la très belle statue assise -et décapitée- de la divinité celtique Cernunnos. Elle orne aujourd'hui une des salles du musée d'Angoulême.

### Moyen Âge
Au Moyen Âge, principalement aux XIIe et XIIIe siècles, Verteuil se trouvait sur une variante nord-sud de la via Turonensis, itinéraire du pèlerinage de Saint-Jacques-de-Compostelle qui passait par Nanteuil-en-Vallée, Tusson, Saint-Amant-de-Boixe, Angoulême, Mouthiers, Blanzac et Aubeterre.
En 1080 le château de Verteuil, dans le nord de l'Angoumois et proche du Poitou, était déjà la propriété des seigneurs de La Rochefoucauld.
En 1135, il subit un siège de la part de Vulgrin II Taillefer, comte d'Angoulême, qui s'en empare, mais qui le restitue ensuite à Aymeri de La Rochefoucauld.
Pendant la guerre de Cent Ans, le château de Verteuil joue un rôle important : le traité de Brétigny (1360) le livre aux Anglais, mais pour en prendre possession ils durent l'assiéger.
En 1384, le duc de Bourbon et Geoffroy de La Rochefoucauld le reprennent aux Anglais à la suite d'un siège d'un mois : après un combat singulier entre le duc de Bourbon et Renaud de Montferrand, lieutenant du commandant de la garnison anglaise, qui était absent, Montferrand, admiratif pour la valeur de son adversaire, baisse les armes en signe de soumission et rend la place le lendemain.

### Ancien Régime
Au XVe siècle, la châtellenie de Verteuil fut érigée en baronnie. Elle s'étendait alors sur 16 paroisses et comprenait 62 fiefs dans sa mouvance.
Le protestantisme fit à Verteuil d'assez nombreux adeptes; aussi les guerres de religion du XVIe siècle y eurent-elles une importante répercussion. Plusieurs conférences y eurent lieu entre les principaux chefs catholiques et protestants. En 1567, les protestants y tinrent le sixième synode national.
On sait la part active que prit aux troubles de la Fronde le duc François VI de la Rochefoucauld, l'auteur des Maximes; le château de Verteuil fut alors saisi par ordre de la Cour. Lorsque la paix fut rétablie, le duc recouvra la propriété du château, s'y retira et y vécut dans la retraite. C'est pendant la Fronde que le château verra son système de défense disparaître, on comble alors partiellement les douves sèches, on supprime le pont-levis et on rabat le sommet des tours[réf. nécessaire].
À plusieurs époques d'illustres personnages reçurent l'hospitalité à Verteuil : le roi François Ier ayant autorisé l'empereur Charles Quint à traverser la France, ce dernier s'arrêta au château de Verteuil, où il fut l'hôte d'Anne de Polignac, veuve du comte François II ; il fut extrêmement satisfait de la réception qui lui avait été faite.
En 1616, à son retour de Bordeaux, le roi Louis XIII logea également au château de Verteuil, avec les reines Anne d'Autriche, sa femme et Marie de Médicis, sa mère.
Ce château recevra entre autres personnages les rois de France Henri II, Henri III, Henri IV, mais aussi Catherine de Médicis, le légat du pape, etc.[réf. nécessaire]

### Temps modernes
Au tout début du XXe siècle, l'industrie dans la commune était représentée par une usine d'écorce et de tan, fondée au début du XVIIIe siècle, mais aussi par une minoterie, une scierie mécanique et une usine hydraulique qui délivrait l'électricité pour l'éclairage public. Pendant la première moitié du XXe siècle, la commune était desservie par la ligne de Ruffec à Roumazières, dont Verteuil était la première station.

## Politique et administration
La commune de Verteuil a été créée en 1793. Elle est alors chef-lieu du canton de Verteuil et fait partie du district de Ruffec dans le département de la Charente. En 1801, toujours nommée Verteuil, elle est rattachée au canton et à l'arrondissement de Ruffec. En 1926 elle passe dans l'arrondissement d'Angoulême et en 1962 elle prend le nom de Verteuil-sur-Charente.

### Liste des maires

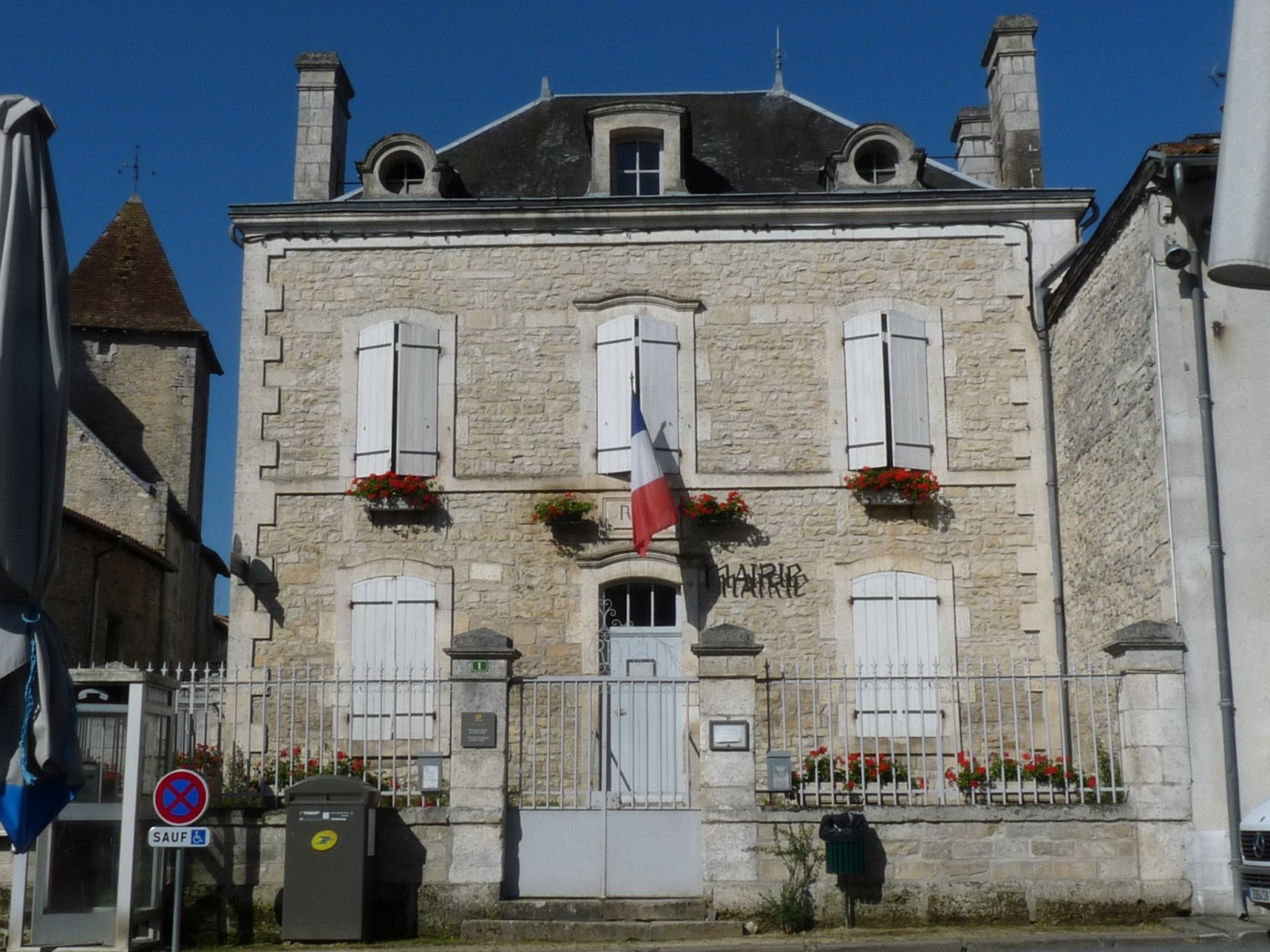
La mairie en 2015.

| Période                                  | Période  | Identité         | Étiquette | Qualité                      |
| ---------------------------------------- | -------- | ---------------- | --------- | ---------------------------- |
| Les données manquantes sont à compléter. |          |                  |           |                              |
| 1987                                     | 2008     | Alain Baluteau   | DVD       | Chef d'entreprise            |
| 2008                                     | En cours | Clauddy Seguinar | SE        | Retraité de l'Armée de l'air |

### Politique environnementale
Dans son palmarès 2024, le Conseil national de villes et villages fleuris de France a attribué une fleur à la commune.

## Démographie

### Évolution démographique
L'évolution du nombre d'habitants est connue à travers les recensements de la population effectués dans la commune depuis 1793. Pour les communes de moins de 10 000 habitants, une enquête de recensement portant sur toute la population est réalisée tous les cinq ans, les populations de référence des années intermédiaires étant quant à elles estimées par interpolation ou extrapolation. Pour la commune, le premier recensement exhaustif entrant dans le cadre du nouveau dispositif a été réalisé en 2005.

En 2022, la commune comptait 588 habitants, en évolution de −9,54 % par rapport à 2016 (Charente : −0,48 %, France hors Mayotte : +2,11 %).
| 1793  | 1800  | 1806  | 1821  | 1831  | 1841  | 1846  | 1851  | 1856  |
| ----- | ----- | ----- | ----- | ----- | ----- | ----- | ----- | ----- |
| 1 110 | 1 287 | 1 311 | 1 238 | 1 336 | 1 347 | 1 339 | 1 318 | 1 277 |

| 1861  | 1866  | 1872  | 1876  | 1881  | 1886  | 1891  | 1896 | 1901 |
| ----- | ----- | ----- | ----- | ----- | ----- | ----- | ---- | ---- |
| 1 250 | 1 193 | 1 148 | 1 104 | 1 068 | 1 094 | 1 041 | 965  | 888  |

| 1906 | 1911 | 1921 | 1926 | 1931 | 1936 | 1946 | 1954 | 1962 |
| ---- | ---- | ---- | ---- | ---- | ---- | ---- | ---- | ---- |
| 895  | 950  | 794  | 744  | 742  | 749  | 800  | 782  | 803  |

| 1968 | 1975 | 1982 | 1990 | 1999 | 2005 | 2006 | 2010 | 2015 |
| ---- | ---- | ---- | ---- | ---- | ---- | ---- | ---- | ---- |
| 802  | 719  | 770  | 714  | 718  | 715  | 717  | 609  | 643  |

| 2020 | 2022 | - | - | - | - | - | - | - |
| ---- | ---- | - | - | - | - | - | - | - |
| 603  | 588  | - | - | - | - | - | - | - |

### Pyramide des âges
La population de la commune est relativement âgée.
En 2018, le taux de personnes d'un âge inférieur à 30 ans s'élève à 24,4 %, soit en dessous de la moyenne départementale (30,2 %). À l'inverse, le taux de personnes d'âge supérieur à 60 ans est de 45,2 % la même année, alors qu'il est de 32,3 % au niveau départemental.
En 2018, la commune comptait 308 hommes pour 330 femmes, soit un taux de 51,72 % de femmes, légèrement supérieur au taux départemental (51,59 %).
Les pyramides des âges de la commune et du département s'établissent comme suit.
| Hommes | Classe d’âge | Femmes |
| ------ | ------------ | ------ |
| 1,7    | 90 ou +      | 2,2    |
| 11,7   | 75-89 ans    | 18,6   |
| 30,2   | 60-74 ans    | 26,0   |
| 17,5   | 45-59 ans    | 19,2   |
| 12,4   | 30-44 ans    | 11,5   |
| 13,4   | 15-29 ans    | 10,9   |
| 13,1   | 0-14 ans     | 11,5   |

| Hommes | Classe d’âge | Femmes |
| ------ | ------------ | ------ |
| 1      | 90 ou +      | 2,7    |
| 9,2    | 75-89 ans    | 12     |
| 20,6   | 60-74 ans    | 21,3   |
| 20,7   | 45-59 ans    | 20,3   |
| 16,8   | 30-44 ans    | 16     |
| 15,6   | 15-29 ans    | 13,4   |
| 16,1   | 0-14 ans     | 14,3   |

## Économie

### Agriculture
La viticulture occupe une petite partie de l'activité agricole. La commune est située dans les Bons Bois, dans la zone d'appellation d'origine contrôlée du cognac.

### Tourisme
Si l'agriculture demeure encore une des activités principales de la commune, le tourisme se développe grâce au site remarquable du bourg sur la Charente et de son patrimoine.

## Équipements, services et vie locale

### Enseignement
Verteuil possède une école primaire publique comprenant quatre classes, dont une classe de maternelle. Le secteur du collège est Ruffec.

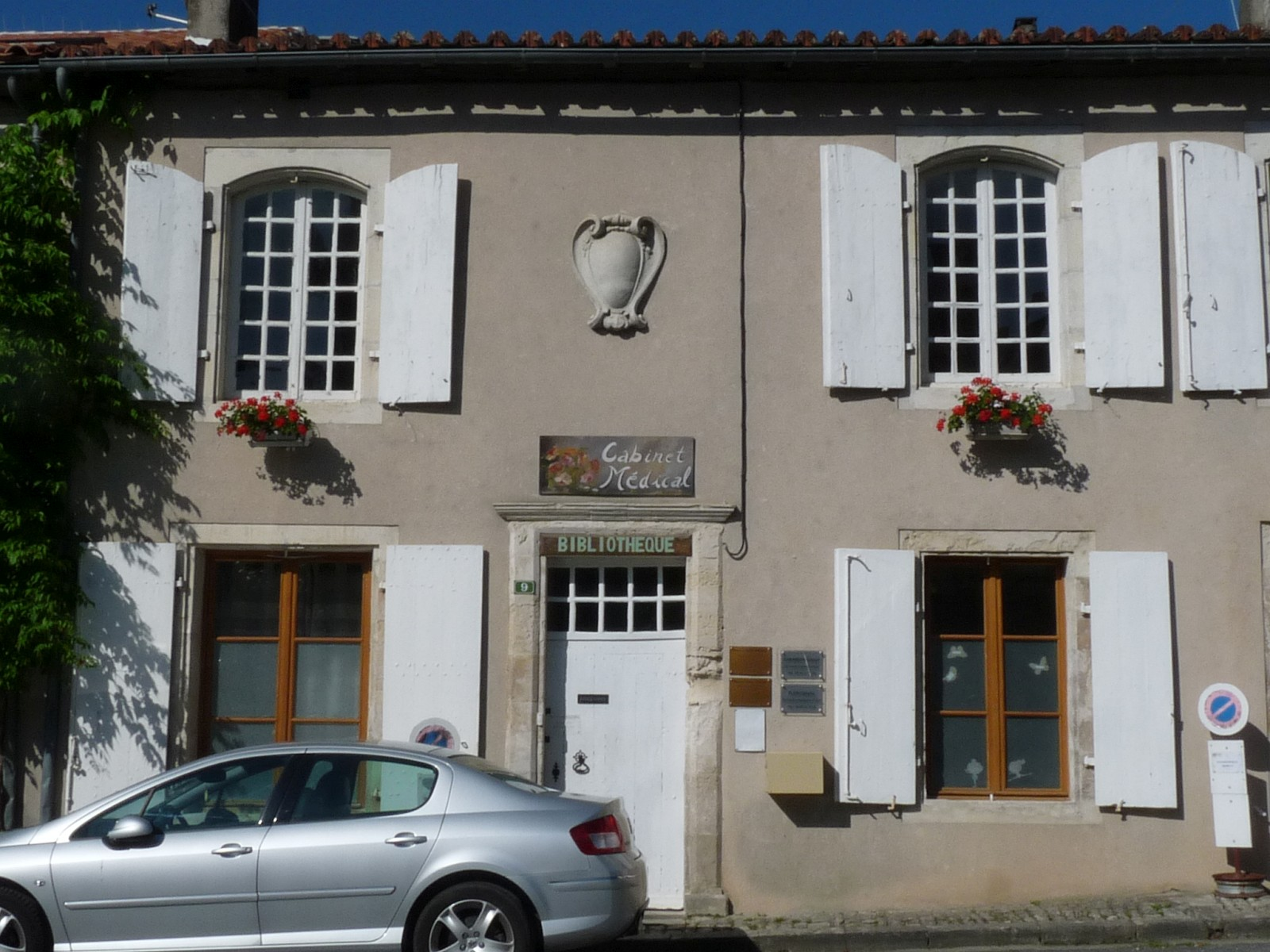
La bibliothèque.
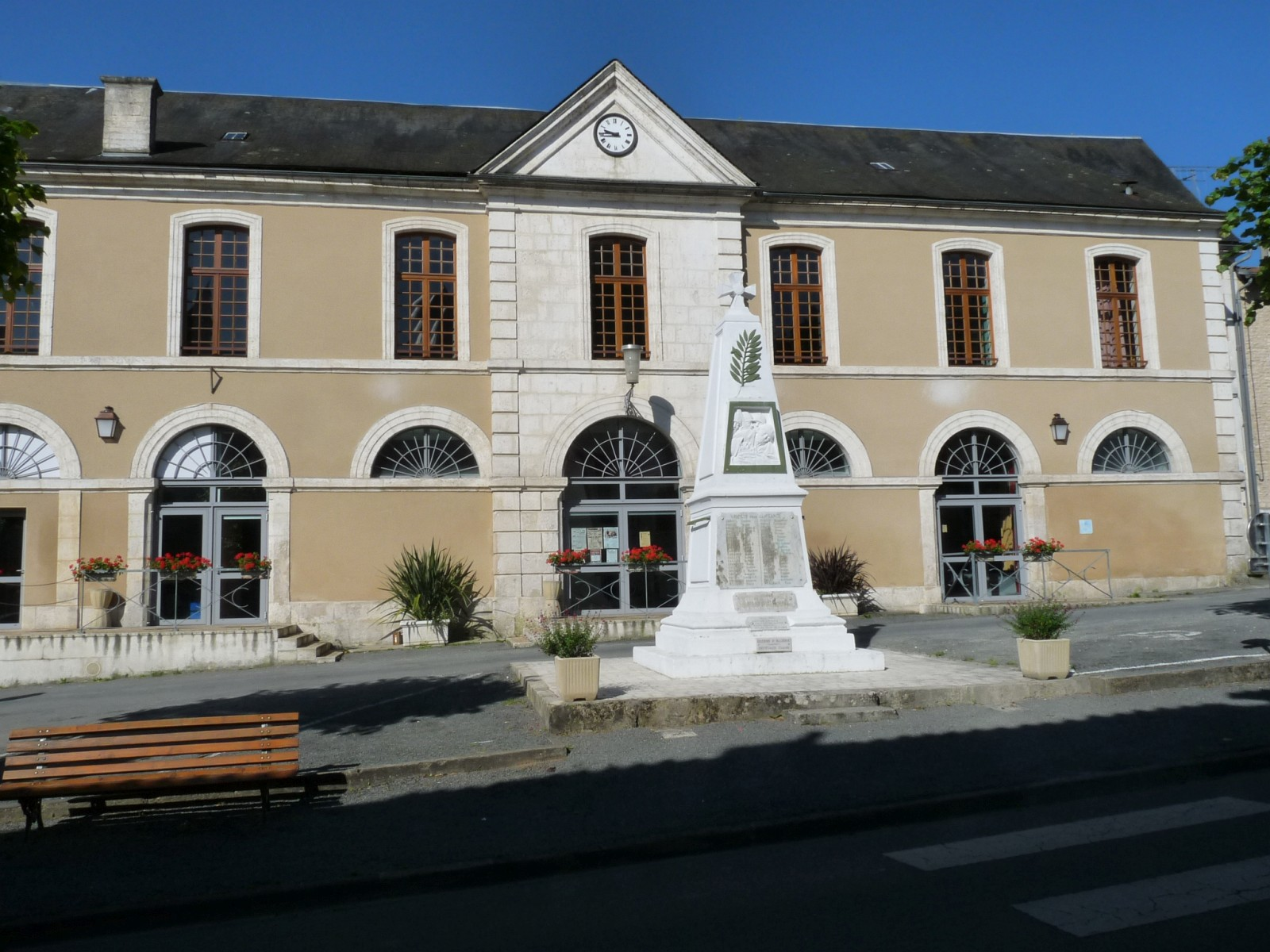
Salle communale et monument aux morts.
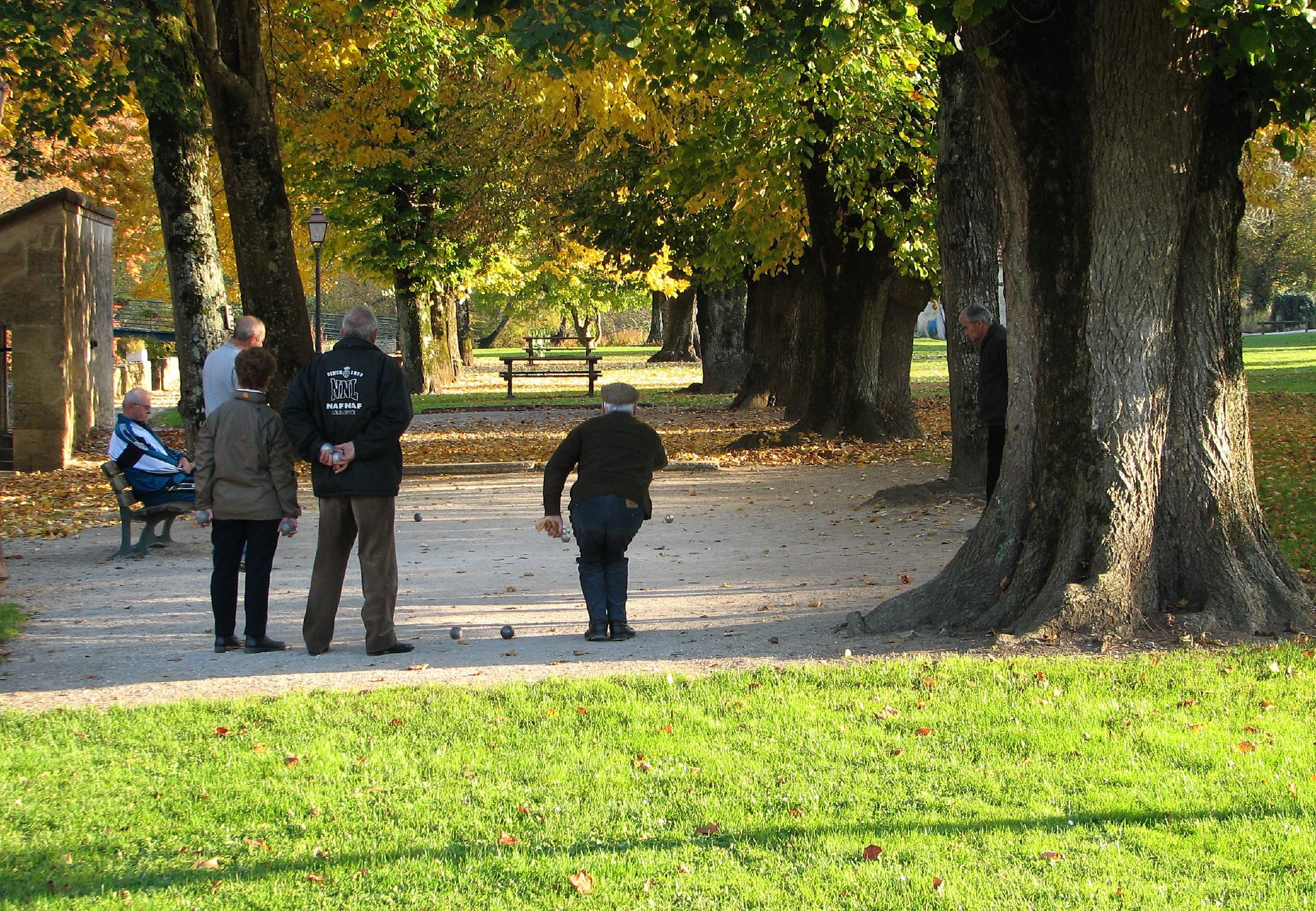
Boulistes.

## Lieux et monuments

### Patrimoine religieux

#### Église Saint-Médard
L'église paroissiale Saint-Médard, ancien prieuré, a été construite au XIIe siècle. Elle est inscrite aux monuments historiques depuis le 18 décembre 1969.
Elle abrite une mise au tombeau attribuée au célèbre atelier du sculpteur de la Renaissance Germain Pilon, œuvre commandée à l'origine par Anne de Polignac pour la chapelle du château. Elle est classée monument historique au titre objet depuis 1908. Le tabernacle en bois sculpté, de style Louis XV et datant du XVIIIe siècle, est aussi classé monument historique au titre objet depuis 1938.

L'église Saint-Médard
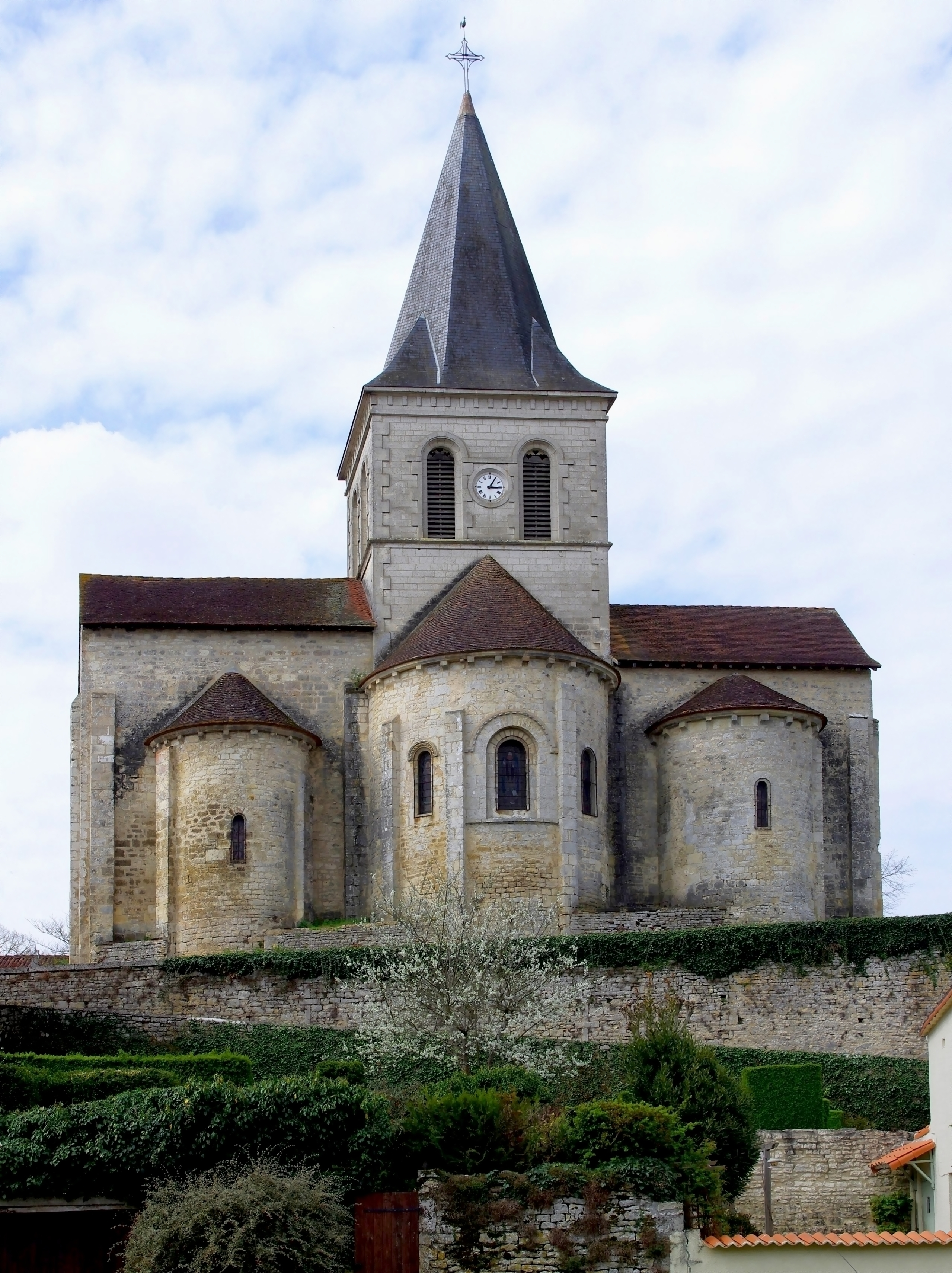
Le chevet.
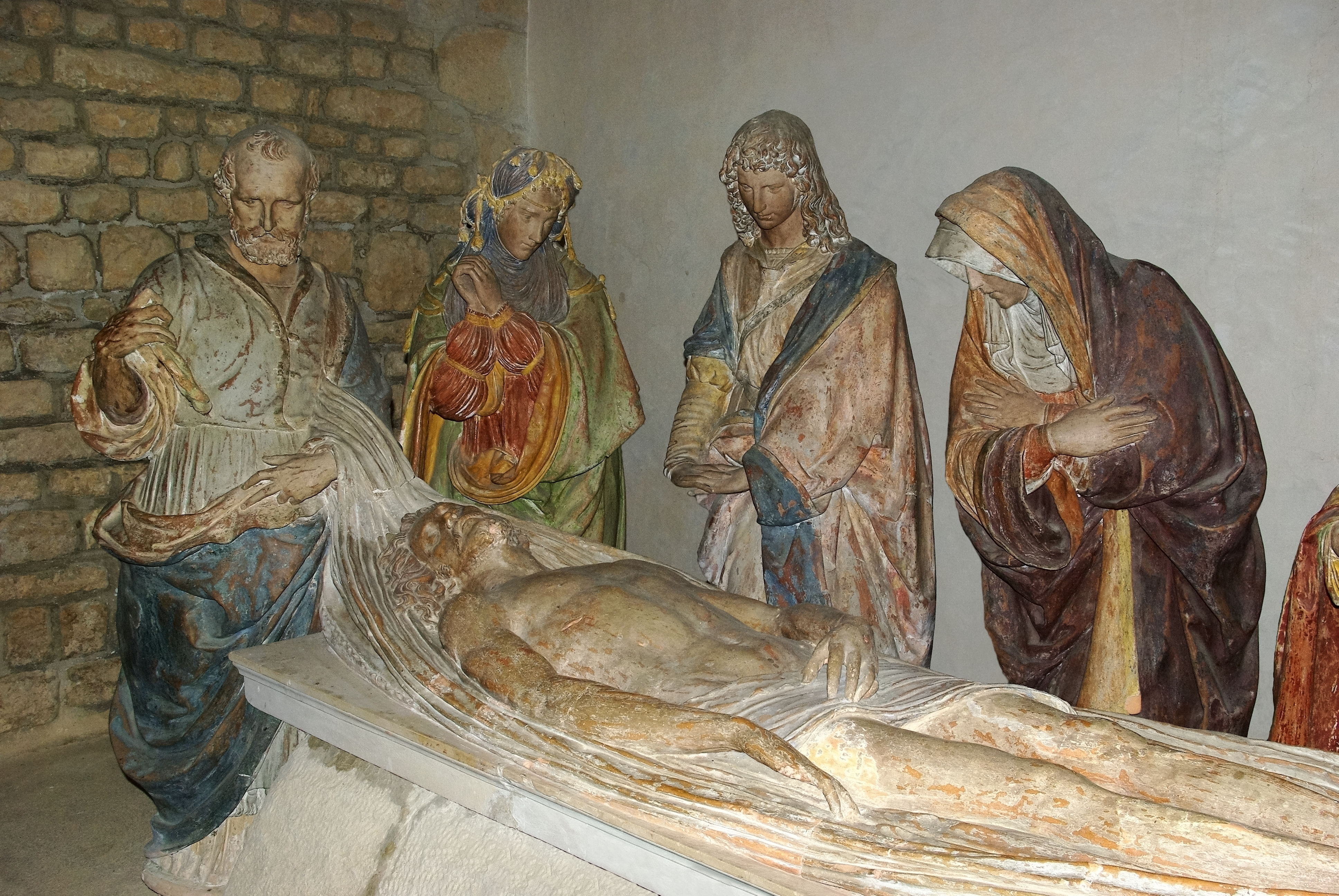
Mise au tombeau (vue partielle).

#### Ancien couvent des Cordeliers

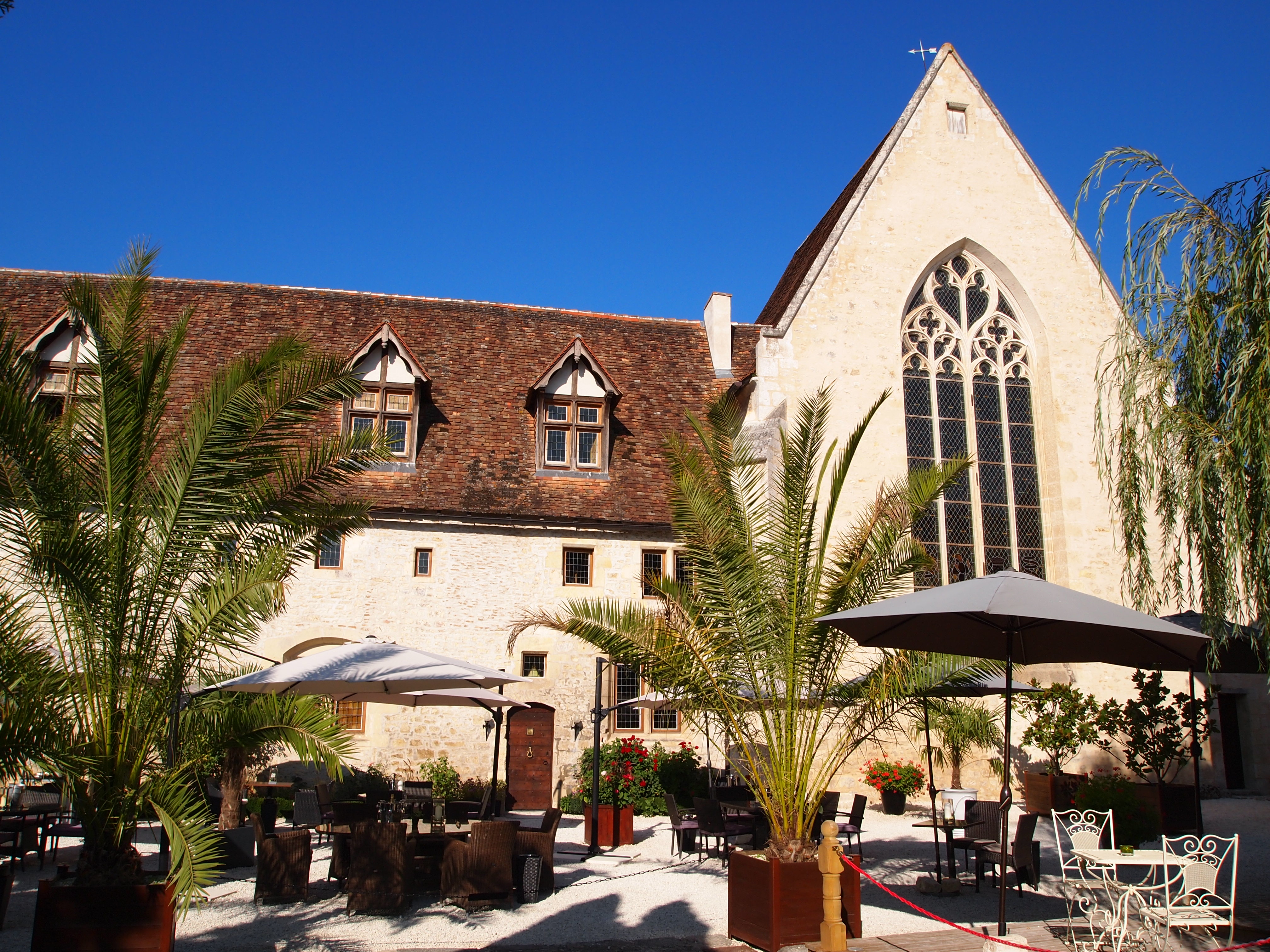
Le couvent des Cordeliers.

L'ancien couvent des Cordeliers, situé rue du docteur Deux-Després, anciennement rue du Pont neuf, sur une île de la Charente, construit dans la deuxième moitié du XVe siècle, appartient à une personne privée, et est inscrit monument historique depuis le 21 octobre 1970.

### Patrimoine civil
Le château de Verteuil, occupe un emplacement stratégique sur la vallée de la Charente. C'est un magnifique château qui, par les souvenirs historiques qui s'y rattachent, et par les richesses artistiques qu'il renferme, est un des monuments les plus remarquables de la Charente. Il est inscrit aux monuments historiques depuis 1966.
Sur une des vues de l'intérieur du château éditées en cartes postales au début du XXe siècle (archives privées), on voit dans un des salons au mobilier fin XIXe siècle la célèbre tapisserie médiévale dite de La Chasse à la Licorne, chef-d'œuvre faisant écho à La Dame à la Licorne du Musée national du Moyen Âge de Cluny à Paris et qui a quitté ensuite cette demeure familiale pour le Rockefeller Center de New-York. Ces tapisseries sont aujourd'hui au Cloisters, le conservatoire des œuvres du Moyen-Âge du Metropolitan Museum of Art de New York.

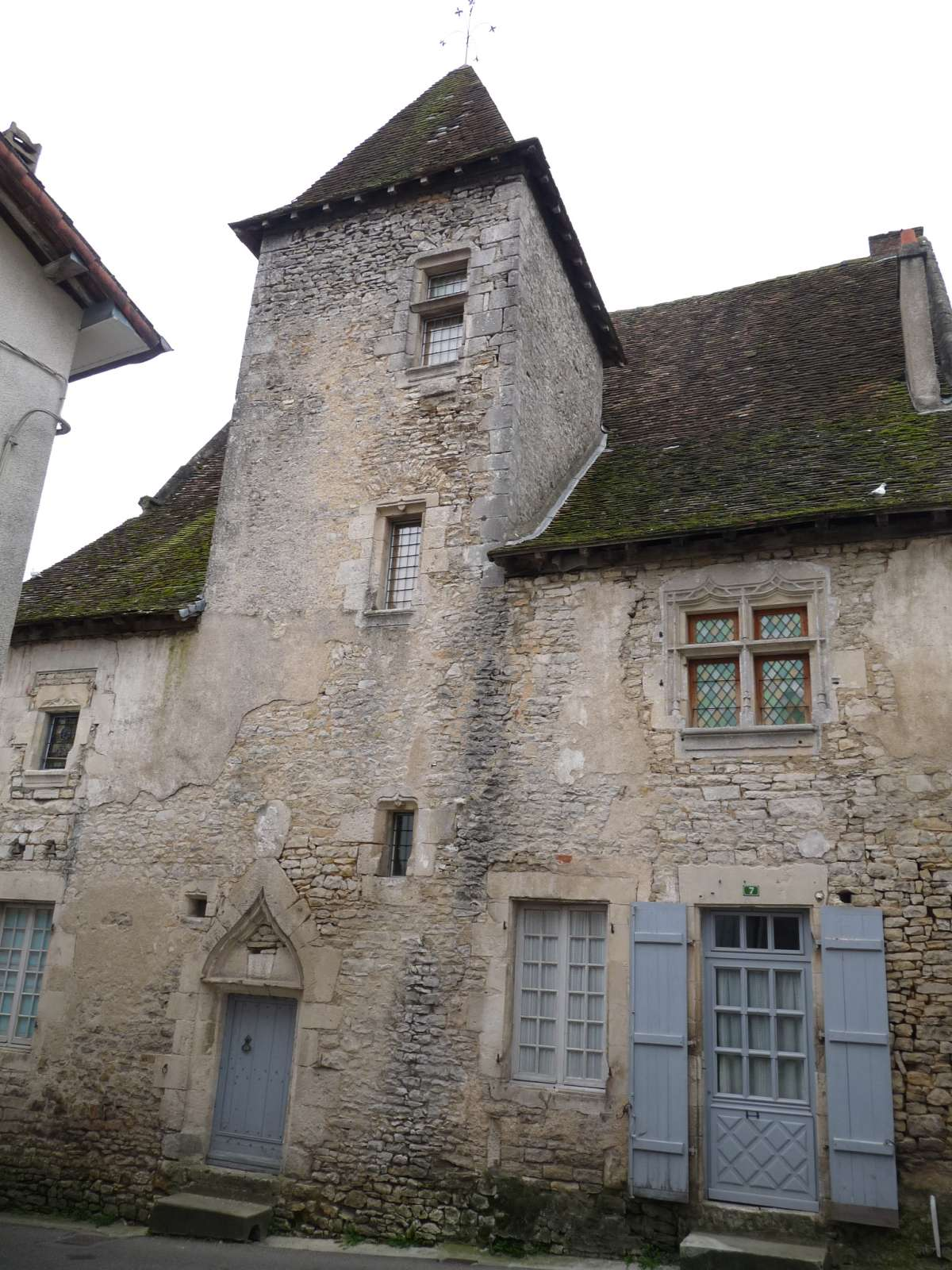
Sénéchalerie rue du Baril.
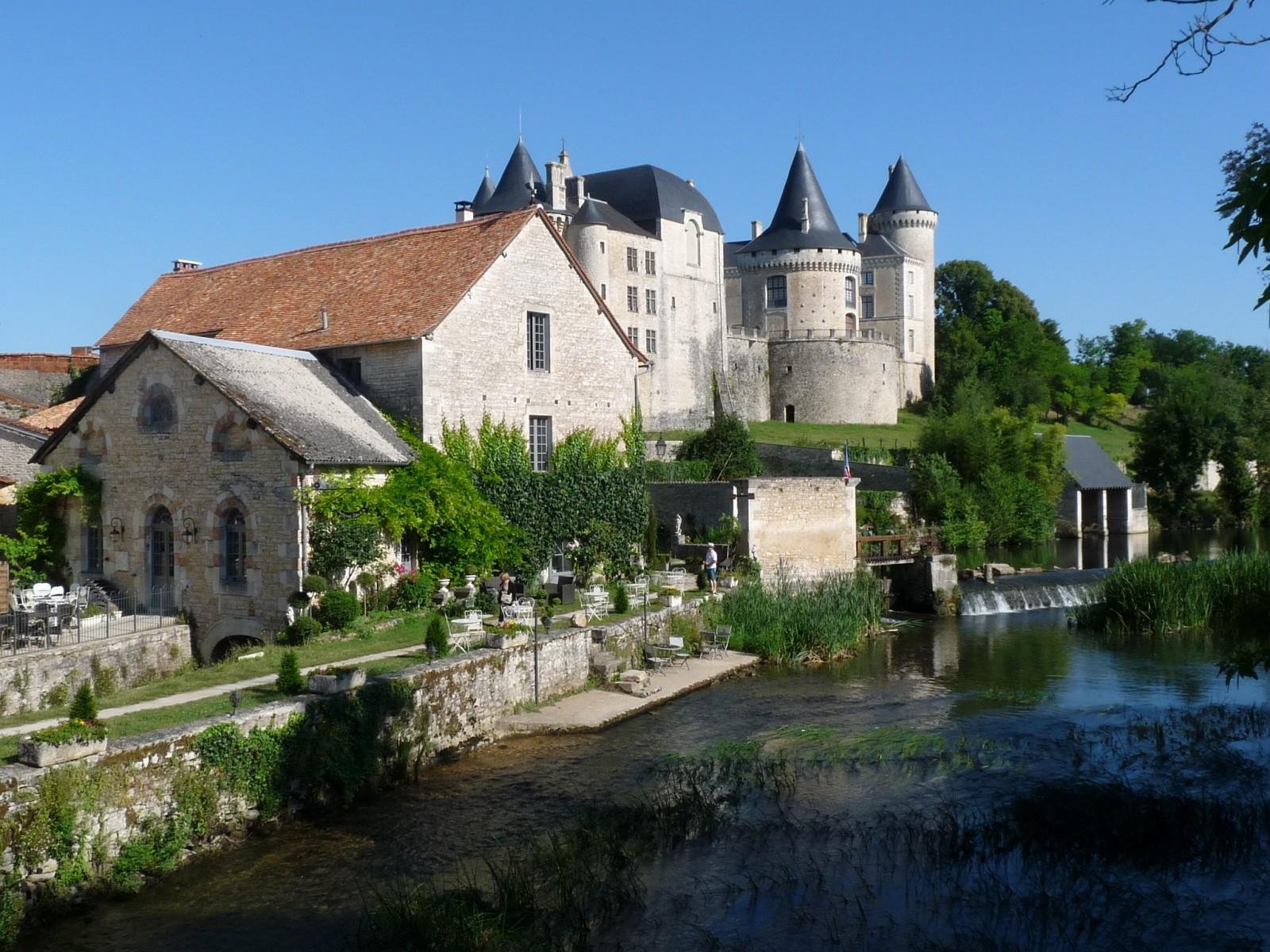
Le château et l'ancien moulin sur la Charente.
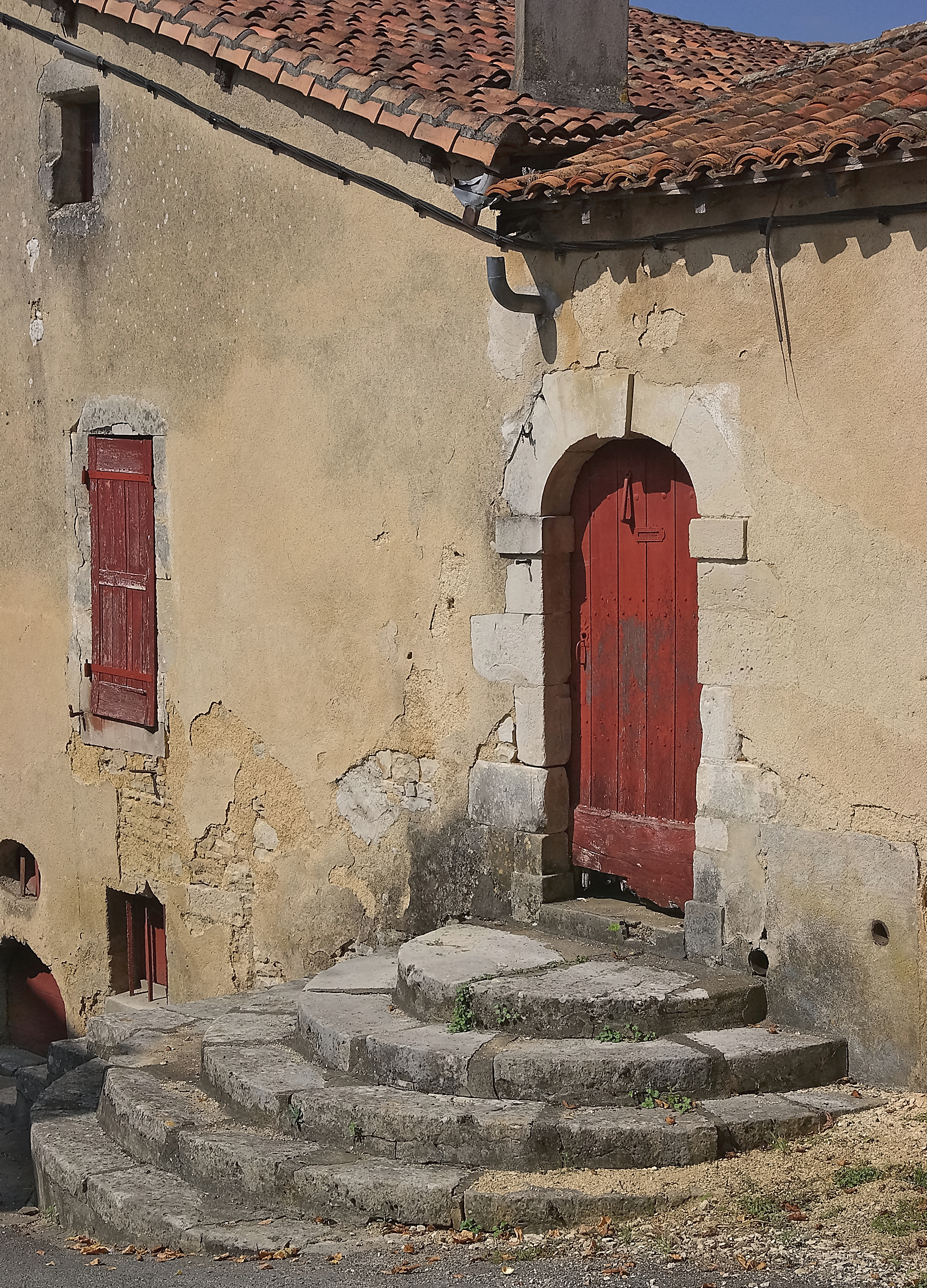
Vieille porte et escalier de la Régie.

## Personnalités liées à la commune
- Jean Ier de la Rochefoucauld, fondateur du couvent de Verteuil, époux de la dame de Verteuil.
- François VI de la Rochefoucauld, auteur des Maximes.
- Anne de Amodio, marquise et fondatrice en 1958 de l'association des Vieilles maisons françaises.
- Honoré de Balzac, qui y fit naître son héros Eugène de Rastignac.
- Enfin de nombreux personnages historiques séjournèrent au château, François Ier, Charles Quint, Henri IV, Calvin, Louis XIII, Anne d'Autriche pour ne citer qu'eux.